# Самптер (Орегон)
Самптер (енгл. Sumpter) град је у америчкој савезној држави Орегон.

## Демографија
По попису из 2010. године број становника је 204, што је 33 (19,3%) становника више него 2000. године.
| Група             | 2000.       | 2010.       |
| Белци             | 164 (95,9%) | 186 (91,2%) |
| Афроамериканци    | 0 (0,0%)    | 0 (0,0%)    |
| Азијати           | 0 (0,0%)    | 1 (0,5%)    |
| Хиспаноамериканци | 1 (0,6%)    | 2 (1,0%)    |
| Укупно            | 171         | 204         |